# Гендерная роль
Гендерная роль — совокупность социальных норм, определяющих, какие виды поведения считаются допустимыми, подходящими или желательными для человека в зависимости от его гендерной принадлежности, то есть принадлежности к женщинам, мужчинам или другому гендеру. Несовпадение поведения человека с гендерной ролью называется гендерной неконформностью. В разных культурах количество и конкретное содержание гендерных ролей существенно различаются, но есть и широко распространённые кросскультурные сходства.
В науке нет единой точки зрения о том, в какой степени гендерные роли и их вариации определяются биологией и в какой — конструируются обществом. Строго биологические теории происхождения гендерных ролей, в частности эволюционная психология, не подтверждаются эмпирическими данными. В целом имеющиеся научные данные свидетельствуют о том, что на гендерное развитие влияют не только биологические, но и когнитивные и социальные факторы.
Гендерные роли могут играть положительную роль для самооценки человека в случае, если гендерно-типичное поведение для него естественно и соответствует его самоощущению. Если же это не так, то гендерные роли и нормативное давление со стороны окружения становится источником стресса.

## Гендерная роль и гендерная идентичность
Гендерную роль следует отличать от гендерной идентичности: первое понятие описывает внешние по отношению к человеку социальные ожидания в связи с его гендерной принадлежностью, второе — внутреннее самоощущение человека как представителя того или иного гендера. Гендерная идентичность и гендерная роль человека могут не совпадать — в частности, у трансгендерных людей и интерсекс-людей. Приведение гендерной роли в соответствие с гендерной идентичностью представляет собой часть трансгендерного перехода.

## Гендерные роли в разных культурах
В современных обществах господствует бинарная гендерная система — способ социальной организации, при котором люди разделяются на две противоположные группы — мужчин и женщин. Бинарная гендерная система подразумевает жёсткое соответствие между приписанным при рождении полом и гендерной ролью, а также другими параметрами (в частности, гендерной идентичностью и сексуальной ориентацией). Как свидетельствуют антропологические исследования, установление такого соответствия не универсально: во многих культурах биологический, в частности анатомический пол не играет ключевой роли в определении гендерной роли или гендерной идентичности. Не универсально и выделение только двух гендеров. Например, во многих коренных североамериканских культурах выделяется три или четыре гендера и соответствующих гендерных роли. В западноафриканской культуре йо́руба гендер традиционно не является значимой социальной категорией, а социальные роли определяются в первую очередь возрастом и родством.
Даже в близких культурах или в рамках одной культуры гендерные роли могут заметно различаться. Например, в европейской светской культуре XVIII- XIX веков от женщин ожидалось, что они будут слабыми и хрупкими, а в большинстве крестьянских культур женщины считались от природы сильными и выносливыми. В западных (североамериканских и западноевропейских) культурах среднего класса начиная с 1950-х годов женская гендерная роль была ролью домохозяйки, и участие в производительном труде для женщин было исключено. При этом в то же время и в тех же обществах работа вне дома была ожидаемым и самоочевидным элементом гендерной роли для женщин рабочего класса. Женская гендерная роль в социалистических обществах также подразумевала сочетание работы вне дома, работы по дому и заботы о семье.

## Исторический аспект
Соотношение гендерных ролей существенно изменялось в течение истории человечества. В частности, историки отмечают значительное повышение социальной роли женщин в Европе периода позднего средневековья (1300—1500 гг.)

## Объяснения гендерного развития
В дебатах о происхождении гендерных ролей и различий есть две основные точки зрения: сторонники биологического детерминизма предполагают, что гендерные различия определяются биологическими, природными факторами, а сторонники социального конструктивизма — что они формируются обществом в процессе социализации. В науке были выдвинуты разные теории гендерного развития. Биологически-ориентированные теории, объясняющие различия в гендерных ролях эволюцией, не нашли убедительных эмпирических подтверждений. Эмпирические исследования также опровергли психоаналитические теории, которые объясняли гендерное развитие через отношения ребёнка с родителями. Наиболее убедительные эмпирические подтверждения существуют для когнитивных и социально-когнитивных теорий, которые объясняют гендерное развитие сложным взаимодействием биологических, когнитивных и социальных факторов.

### Точки зрения на происхождение гендерных ролей
Обыденное сознание часто представляет существующие в данном обществе в конкретный исторический период гендерные роли как естественные и природные. Существует также множество исследований, стремящихся выявить биологические основания гендерных ролей — в частности, установить биологическое происхождение гендерных различий между мужчинами и женщинами, а также найти биологические причины гендерной неконформности. Но накопленные на сегодняшний день исторические и антропологические знания не подтверждают эту точку зрения, так как разнообразие представлений о гендере и гендерных ролях в культурах мира и на протяжении истории слишком велико. При этом в современных социальных науках собрано множество данных о том, как гендерные роли формируются под влиянием различных социальных процессов.

#### Биологический детерминизм
Точка зрения, согласно которой социальные явления определяются биологическими факторами, называется биологическим детерминизмом. Близкое к нему понятие — натурализация социальных практик — описывает процесс интерпретации социальных практик как фактов природы. Биологический детерминизм в отношении гендерных ролей выражается, например, в широко распространённых утверждениях о том, что материнство — это природное предназначение женщины, или о том, что мужчинам от природы не свойственна эмоциональность.
С конца XIX века учёные из разных научных областей провели множество исследований гендерных различий между мужчинами и женщинами. Вплоть до 1970-х годов основной целью этих исследований было подтвердить биологическую природу гендерных различий и обосновать содержание существующих гендерных ролей. Однако результаты большинства исследований показывают, что сходств между мужчинами и женщинами гораздо больше, чем различий. В широко цитируемом обзорном исследовании психологи Элеанор Маккоби и Кэрол Джеклин приводят четыре параметра, по которым были обнаружены различия между мужчинами и женщинами: способности к ориентированию в пространстве, математические способности, речевые навыки и агрессивность. Но даже эти обнаруженные различия невелики и сильно зависят от методики и условий проведения исследования.
С 1970-х годов учёные также заинтересовались причинами гендерной неконформности, то есть нарушения гендерных ролей. Проводились, в частности, исследования, направленные на выяснение биологических причин транссексуальности. В настоящее время существуют теории, связывающие транссексуальность с генетикой, структурой мозга, деятельностью мозга и воздействием андрогенов во время внутриутробного развития. При этом результаты этих исследований также спорны — например, выявленные особенности строения мозга трансгендерных людей не уникальны (сходные отличия наблюдаются у гомосексуальных людей по сравнению с гетеросексуальными), и существуют данные о том, что строение мозга может меняться под влиянием жизненного опыта.

#### Социальный конструктивизм
Точка зрения, согласно которой гендерные роли формируются, или конструируются, обществом, принадлежит к теории социального конструктивизма. Основу для изучения социальной природы и процессов конструирования гендерных ролей заложили, в частности, теоретические работы Симоны де Бовуар и Мишеля Фуко. Исследования социального конструирования гендерных ролей показывают, каким образом в процессе социализации и взаимодействия между людьми формируются те гендерные различия и ожидания, которые в обыденном сознании воспринимаются как природные и естественные.
По данным новейших исследований, обнаруживаемые различия между мужчинами и женщинами во многом объясняются социальными факторами. Например, исследования выявляют несколько причин, по которым женщины менее успешны в математике, чем мужчины: во-первых, им недостаёт уверенности в своих способностях, во-вторых, они считают занятия математикой не соответствующими их гендерной роли и отказываются от них даже тогда, когда проявляют прекрасные способности в этой области, в-третьих, родители и учителя поощряют девочек заниматься математикой гораздо меньше, чем мальчиков. Таким образом, как отмечают некоторые исследователи, гендерные стереотипы срабатывают как самоисполняющиеся пророчества: в ходе социализации людям сообщают информацию о гендерных ролях, которая формирует их ожидания от самих себя, и в результате они проявляют гендерно-конформное поведение.

### Биологические теории
Биологически-ориентированные объяснения гендерного развития и различий широко распространены. Одна из самых влиятельных таких теорий — эволюционная психология — объясняет гендерную дифференциацию наследственностью. Наследственное происхождение гендерных ролей анализируется через предпочтения в выборе сексуальных партнёров, репродуктивные стратегии, вклад родителей в заботу о потомстве и агрессивность мужчин. С точки зрения этой теории, современные гендерные роли обусловлены успешной адаптацией предков современного человека к различиям в репродуктивных задачах мужчин и женщин.
Эмпирические данные опровергают основные положения биологических теорий гендерного развития. Многие исследователи также критикуют методологию биологически-ориентированных исследований. Тем не менее, биологические теории продолжают пользоваться большой популярностью, в том числе у широкой публики. По мнению некоторых авторов, это связано с тем, что во многих обществах обыденное сознание приписывает биологии статус абсолютной истины. Кроме того, положения биологических теорий соответствуют гендерным стереотипам.

#### Репродуктивные стратегии
Согласно эволюционной психологии, в процессе эволюции у мужчин и женщин закрепились на генетическом уровне разные репродуктивные стратегии, продиктованные необходимостью обеспечить выживаемость человека как биологического вида. Репродуктивная стратегия мужчин направлена на максимальное распространение своих генов, поэтому мужчины предпочитают иметь много сексуальных партнёрш и не тратить время на заботу о потомстве. Репродуктивная стратегия женщин направлена на то, чтобы иметь мало сексуальных партнёров, которые при этом будут способны обеспечить их самих и их потомство необходимыми ресурсами для выживания.
Многие исследователи ставят под сомнение само понятие репродуктивной стратегии. С точки зрения общей теории эволюции, естественный отбор определяется непосредственной практической пользой, а не будущими целями. Утверждение о том, что древние мужчины стремились стать отцами как можно большего числа детей, а древние женщины — найти надёжных кормильцев, предполагает, что у них была осознанная или неосознанная цель, что, по мнению некоторых авторов, противоречит дарвинистскому функциональному объяснению.
Другие авторы отмечают, что гипотеза эволюционной психологии не подтверждается эмпирическими данными. В частности, предположение о том, что древним женщинам не хватало еды в период беременности и лактации, выглядит вполне убедительным, однако с той же успешностью исходя из этого можно предположить, что в связи с этим у женщин развились повышенные способности к ориентации в пространстве и память, которые бы позволили им находить и запоминать расположение источников пищи. Для обоснования любой гипотезы о конкретных адаптивных механизмах требуется дополнительная информация. Такой информацией могли бы служить данные молекулярных исследований окаменелых человеческих останков или данные археологии, однако таких данных эволюционная психология не предлагает. Некоторые авторы отмечают, что концепция репродуктивных стратегий представляет собой попытку «задним числом» объяснить современные гендерные стереотипы.
Против гипотезы о репродуктивных стратегиях также говорят данные антропологии. Они показывают, в частности, что на репродуктивное поведение влияют культурные представления о человеческом теле и размножении. В культурах, где считается, что для размножения необходимо оплодотворение несколькими партнёрами, женщины вступают в сексуальный контакт с разными партнёрами, и эти партнёры не ревнуют друг к другу.

#### Выбор сексуальных партнёров
Эволюционная психология утверждает, что мужчины склонны выбирать молодых и физически привлекательных партнёрш, потому что такие партнёрши скорее смогут выносить здоровое потомство, а женщины склонны выбирать финансово обеспеченных мужчин, которые смогут их прокормить. В подтверждение этих данных приводятся результаты опросов, в которых мужчины и женщины называли наиболее привлекательные для себя характеристики потенциальных партнёров. Однако многочисленные исследования показывают, что то, что люди говорят, значительно отличается от того, как они в действительности себя ведут: на деле физическая привлекательность одинаково влияет на выбор партнёров мужчинами и женщинами. С другой стороны, показатели физической привлекательности отличаются крайне большим разнообразием в разных культурах мира, и большинство из этих характеристик не имеют отношения к фертильности. Некоторые авторы также указывают, что эволюционная психология объясняет только гетеросексуальное поведение, и высказывают предположение, что сторонники эволюционной психологии избегают рассматривать данные исследований негетеросексуальных людей, поскольку их поведение и гендерные роли не совпадают с гендерными стереотипами и тем самым подрывают эволюционные объяснения.

#### Агрессивное поведение
С точки зрения эволюционной психологии, мужчины пользовались своими преимуществами в размерах и физической силе, чтобы подчинять себе женщин при помощи агрессивного поведения и побеждать в соперничестве за женщин с другими мужчинами. Как отмечают другие исследователи, даже если в древние времена агрессивное поведение могло давать мужчинам репродуктивные преимущества, с тех пор социальные нормы и санкции сильно изменились, сведя эти преимущества на нет. В современных обществах показатели размножения зависят в первую очередь от социокультурных норм, социоэкономического положения, религиозных воззрений и методов контрацепции. С другой стороны, эмпирические исследования показывают, что различия в агрессивном поведении у мужчин и женщин очень невелики. Есть также научные данные, которые свидетельствуют о том, что в ситуациях, когда люди не ощущают на себе требований подчиняться гендерным нормам, гендерные различия в агрессивном поведении полностью исчезают (подробнее см.: Гендерные различия в агрессивном поведении).

### Психоаналитические теории
Согласно психоаналитической теории, гендерное развитие у мальчиков и девочек происходит принципиально разными путями. Зигмунд Фрейд полагал, что в раннем детстве и мальчики, и девочки идентифицируют себя с матерью, но в возрасте от трёх до пяти лет начинают идентифицировать себя с родителем своего пола. Считается, что такая идентификация разрешает внутренний конфликт ребёнка, который возникает из-за неосознанного эротического влечения к родителю противоположного пола и ревности к родителю своего пола. Психоаналитическая теория также предполагает, что мальчики испытывают страх кастрации из-за отсутствия внешних гениталий у девочек, а девочки испытывают зависть к пенису и чувствуют себя неполноценными.
При идентификации с родителем своего пола, как считали классики психоанализа, ребёнок полностью перенимает черты и особенности родителя своего пола, и именно через этот процесс усваивают гендерно-типичное поведение. Считается, что у мальчиков идентификация с родителем своего пола сильнее, чем у девочек, поэтому и гендерно-типичное поведение у них выражено сильнее, чем у девочек.
Хотя психоаналитическая теория оказала большое влияние на становление психологии развития, эмпирические данные её не подтверждают. Исследования не обнаружили тесной связи между идентификацией с родителем своего пола и усвоением гендерной роли. Образцами для подражания в поведении детей гораздо чаще становятся заботливые взрослые или взрослые, наделённые социальной властью, чем угрожающие взрослые, с которыми ребёнка связывают отношения соперничества.
Отсутствие эмпирических подтверждений классической психоаналитической теории привело к появлению разнообразных обновлённых её вариантов. В области гендерного развития одна из самых влиятельных новейших версий — это теория Нэнси Чодороу. Согласно этой теории, гендерная идентификация формируется во младенчестве, а не в фаллической фазе, как утверждал Фрейд. И мальчики, и девочки изначально идентифицируют себя с матерью, но, поскольку дочери одного пола с матерью, идентификация между дочерьми и матерями сильнее, чем между сыновьями и матерями. В ходе дальнейшего развития девочки сохраняют идентификацию с матерью и психологически сливаются с ней. В результате представления девочки и женщины о себе характеризуется сильным чувством взаимозависимости, которое выливается в стремление к межличностным отношениям и побуждает женщину, в свою очередь, становиться матерью. Развитие мальчика определяется стремлением отделиться от матери и в дальнейшем определять себя через отличие от женщин, что приводит к принижению женственности.
Но эмпирические данные не подтверждают и теорию Чодороу. Исследования не обнаруживают наличия более тесной связи между матерями и дочерьми, чем между матерями и сыновьями. Также нет данных о том, что потребности женщин в межличностных отношениях удовлетворяются только через материнство. Напротив, как показывают исследования, женщины, чья единственная социальная роль — это роль матери и жены, больше подвержены появлению психологических проблем, чем бездетные замужние или незамужние женщины и работающие матери.

### Когнитивные и социальные теории
К когнитивным и социальным теориям гендерного развития относятся теории когнитивного развития, гендерных схем, социального научения и социально-когнитивная теория. Хотя на начальных этапах эти теории существенно отличались друг от друга, а их сторонники вели острые дискуссии между собой, современные версии этих теорий имеют много общего. В целом когнитивные и социальные теории рассматривают гендерное развитие как сложный процесс взаимодействия биологических, социальных и когнитивных факторов. Все они уделяют существенное внимание социальным источникам гендерного развития и активной роли, которую в собственном гендерном развитии играет человек.

#### Социальные источники гендерного развития
К социальным источникам гендерного развития относят, в частности, влияние родителей, других значимых взрослых и сверстников, а также информационное давление со стороны СМИ, кино, литературы и т. д.

##### Влияние родителей
Различия в воспитании мальчиков и девочек описываются понятием «дифференциальная социализация». Дифференциальная социализация необязательно выражается в виде прямых указаний или запретов. Как показывают исследования, дифференциальная социализация начинается ещё до рождения ребёнка, как только его пол определяется при помощи ультразвукового исследования. Матери, узнавшие таким образом пол будущего ребёнка, описывают мальчиков как «активных» и «подвижных», а девочек как «спокойных». С рождения дети, как правило, находятся среди гендерно-специфичных игрушек, пелёнок и других предметов; младенцев-мальчиков называют «крупными», «сильными» и «независимыми», а девочек — «нежными», «деликатными» и «красивыми», даже если объективных различий во внешнем облике или поведении младенцев нет. Таким образом, представления и ожидания от детей, связанные с гендером, формируются взрослыми на основании гендерных стереотипов задолго до того, как ребёнок может начать проявлять то или иное поведение.
Многочисленные исследования показывают, что родители больше стимулируют и больше реагируют на двигательную активность у младенцев-мальчиков, чем у девочек. Ещё один показательный эксперимент касается влияния гендерных стереотипов взрослых на выбор игрушек для детей. Эксперимент первоначально проводили с участием трёхмесячного ребёнка, а позднее повторно с участием нескольких детей в возрасте от трёх до 11 месяцев. Трём группам взрослых предлагалось поиграть с ребёнком, при этом первой группе говорили, что ребёнок — девочка, второй — что это мальчик, третьей о гендере ребёнка не сообщали. В распоряжении взрослых было три игрушки: кукла, мяч и гендерно-нейтральное зубное кольцо. Большинство взрослых, которые считали ребёнка мальчиком, предлагали ему мяч, а большинство считавших ребёнка девочкой — куклу, не пытаясь выяснить, какая из игрушек больше интересует самого ребёнка.

##### Влияние сверстников
По мере расширения социального мира ребёнка ещё одним важным источником гендерного развития, как и социального научения в целом, становятся коллективы сверстников. Во взаимодействии со сверстниками дети, начиная с трёх-четырёхлетнего возраста, поощряют друг друга за гендерно-типичное поведение, а также за игры в гендерно-однородных группах, и наказывают за поведение, которое считается неподходящим для их гендера.

##### Информационное давление
Наконец, значительную роль в гендерном развитии играют СМИ, в особенности телевидение, а также литература, кино и видеоигры. В этих источниках, из которых дети получают информацию о гендерных ролях, мужчины и женщины часто изображаются преувеличенно стереотипно: мужчины изображаются активными и предприимчивыми, а женщины — зависимыми, лишёнными амбиций и эмоциональными. Изображение профессиональной жизни мужчин и женщин часто не соответствует реальному положению дел: мужчины изображаются как представители разнообразных профессий, лидеры и начальники, а женщины — либо как домохозяйки, либо как работающие на низкостатусных должностях. Такое изображение не соответствует ни реальной статистике профессиональной занятости мужчин, ни широкой вовлечённости женщин в профессиональную деятельность. Как показывают исследования, гендерные стереотипы в СМИ и культуре оказывают большое влияние на детей: те, кто много смотрит телевизор, формируют более стереотипные представления о гендерных ролях. С другой стороны, нестереотипное изображение представителей разных гендеров расширяет спектр желаний и стремлений у детей, а также варианты ролей, которые они считают приемлемыми для своего гендера. Повторяющееся изображение равного участия представителей разных гендеров в тех или иных занятиях способствует устойчивому смягчению гендерно-стереотипных представлений у маленьких детей.

#### Активная роль человека в гендерном развитии
Социальные источники гендерного развития нередко предоставляют противоречивую информацию о гендерных ролях и накладывают на ребёнка противоречивые ожидания. Это требует от ребёнка, начиная с самого раннего возраста, активно искать и выстраивать свои собственные правила и представления о гендере как о новой для него и значимой социальной категории. Активность в формировании представлений о гендере проявляется, в частности, в избирательном внимании и памяти, а также в формировании предпочтений — например, гендерно-типичных или нетипичных игрушек, игр со сверстниками своего или другого гендера.

## Значение гендерных ролей
В современных обществах, где господствует бинарная гендерная система, нарушение предписываемой человеку гендерной роли, то есть гендерная неконформность, как правило, не одобряется. Социальное окружение оказывает нормативное давление на детей и взрослых, принуждая их соблюдать предписанные гендерные роли. Как показывают исследования, гендерно-типичное поведение и самоощущение как типичного представителя своего гендера может положительно влиять на самооценку детей. Но в случае, если гендерное самоощущение расходится с предписываемой гендерной ролью, требование соблюдать гендерные роли становится источником стресса и негативно влияет на психологическую адаптацию.